# Cyrestis tabula
Cyrestis tabula är en fjärilsart som beskrevs av De Nicéville 1883. Cyrestis tabula ingår i släktet Cyrestis och familjen praktfjärilar. Inga underarter finns listade i Catalogue of Life.

## Bildgalleri

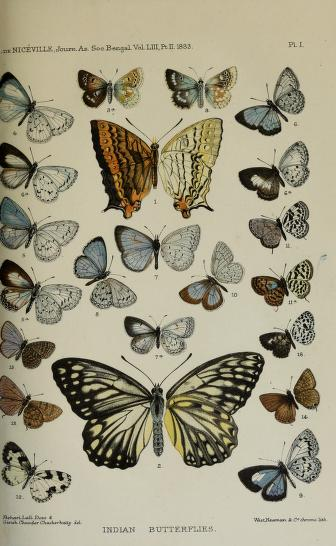